# Messelirrisor
Messelirrisor — викопний рід сиворакшоподібних птахів монотипової родини Messelirrisoridae. Існував у Європі в еоцені. Викопні рештки птаха знайдено у Мессельському кар'єрі в Німеччині. На їх основі описано три види:
- Messelirrisor halcyrostris Mayr, 1998
- Messelirrisor grandis Mayr, 2000
- Messelirrisor parvus Mayr, 1998